# Diesel & Power
Diesel & Power es el álbum debut de la banda de rock Backyard Babies. Se lanzó al mercado en el año 1994 bajo el sello discográfico Megarock, Billion Dollar Babies. Electric Suzy fue su único sencillo promocional. En el año 2006 se lanzó una reedición con un tema adicional llamado "Lies".

## Lista de canciones
1. Smell the Magic
2. Bad to the Bone
3. Strange Kind of Attitude
4. Diesel & Power
5. Love
6. Wild Dog
7. Fly Like a Little...
8. Electric Suzy
9. Kickin´Up Dust
10. Should I Be Damned
11. Fill Up This Bad Machine
12. Heaven in Hell
13. Shame

- Datos: Q1749043

Tor's Fight with the Giants